# واسیلی یکم
واسیلی یکم دیمیترییویچ (به روسی: Василий I Дмитриевич)، (دسامبر ۱۳۷۱ - ۲۷ فوریه، ۱۴۲۵)، از سال ۱۳۸۹ گراند پرنس مسکو بود.
او بزرگترین پسر دیمیتری دونسکی و گراند پرنسس اودوکسیا، دختر گراند پرنس دیمیتری کنستانتینوویچ از نیژنی نووگورود بود.

## سیاست بومی

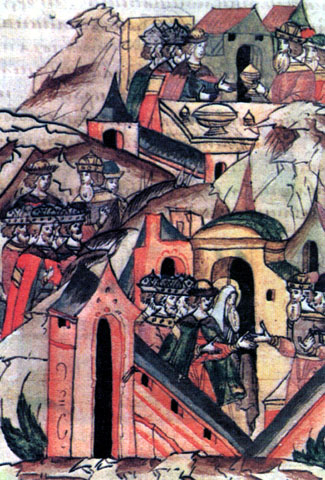
واسیلی در حال ملاقات از پدر همسرش

واسیلی یکم نیز همانند گذشتگان برای وحدت و تمامیت ارزی خاک روسیه تلاش کرد: در سال ۱۳۹۲ او شاهزاده‌نشین‌های نیژنی نووگورود و موروم، و در ۱۳۹۷-۱۳۹۸ کالوگا، وولوگدا، ولیکی اوستیوگ و زمین‌های ملت کومی را ضمیمه خاک روسیه کرد.
در زمان حکومت او نظام زمین داری فئودالی همچنان به رشد خود ادامه داد. با قدرت گرفتن شاهزادگان در مسکو، حقوق قضایی فئودال‌ها کاهش یافت و به نمایندگان واسیلی و روسای وولوستها انتقال یافت.

## سیاست خارجی
برای مصون نگهداشتن روسیه از حملات اردوی زرین، واسیلی یکم در سال ۱۳۹۲ با دوک نشین لیتوانی وارد پیمان اتحاد شد و با سوفیای لیتوانی، تنها دختر وایتاتاس کبیر ازدواج کرد. اما این پیمان به دلیل تسخیر اسمولنسک و ویازما به دست وایتاتاس در ۱۴۰۳-۱۴۰۴ نتیجه ای در بر نداشت.
تیمور در سال ۱۳۹۵ به زمین‌های اسلاوها یورش برد و تمامی مناطق اطراف رودخانه ولگا را ویران نمود اما به محدوده مسکو نفوذ نکرد.